# Saubusse
Saubusse is een gemeente in het Franse departement Landes (regio Nouvelle-Aquitaine). De plaats maakt deel uit van het arrondissement Dax. Saubusse ligt aan de Adour. De gemeente telde 1.099 inwoners op 1 januari 2022.

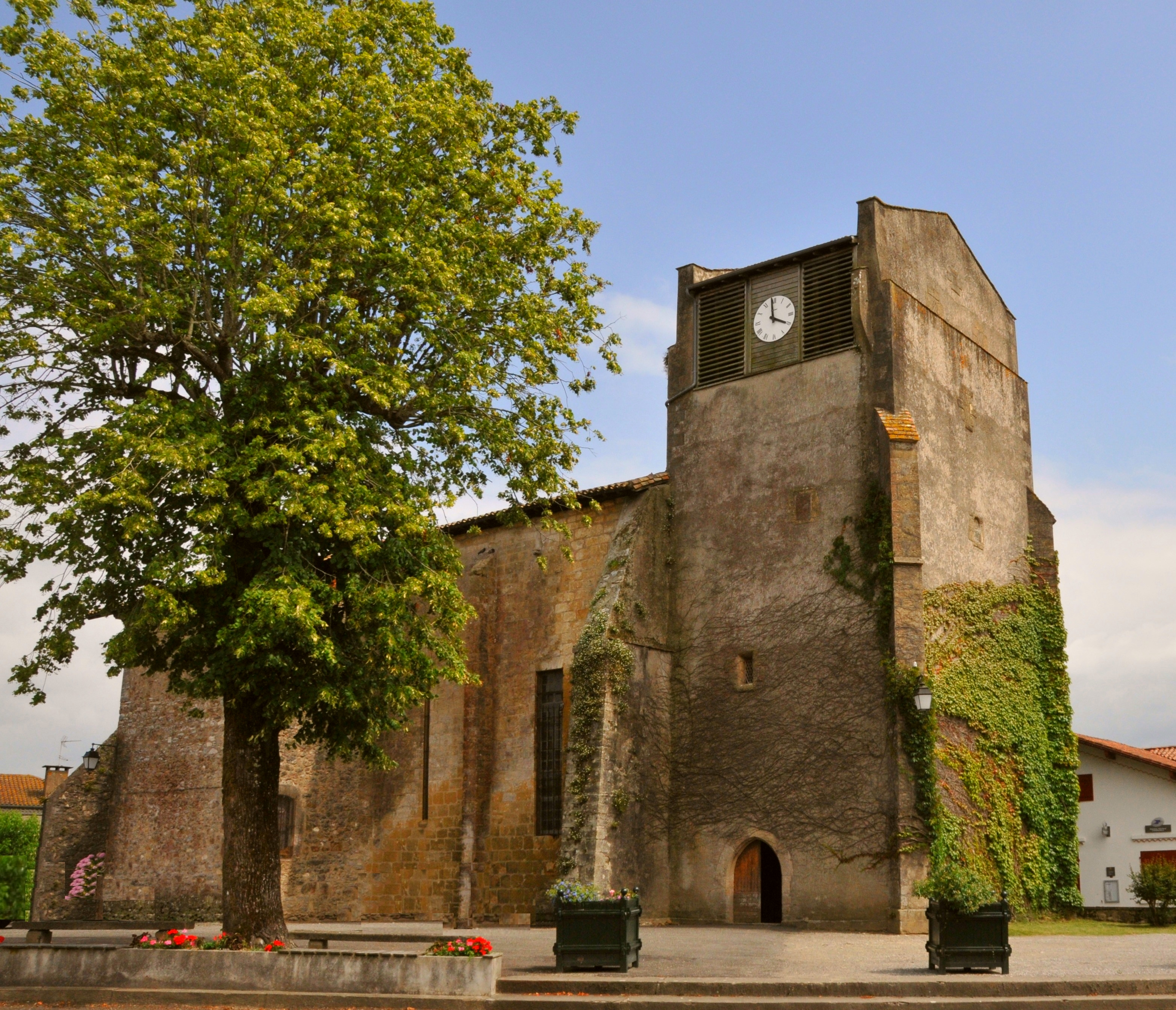
Kerk van Saubusse
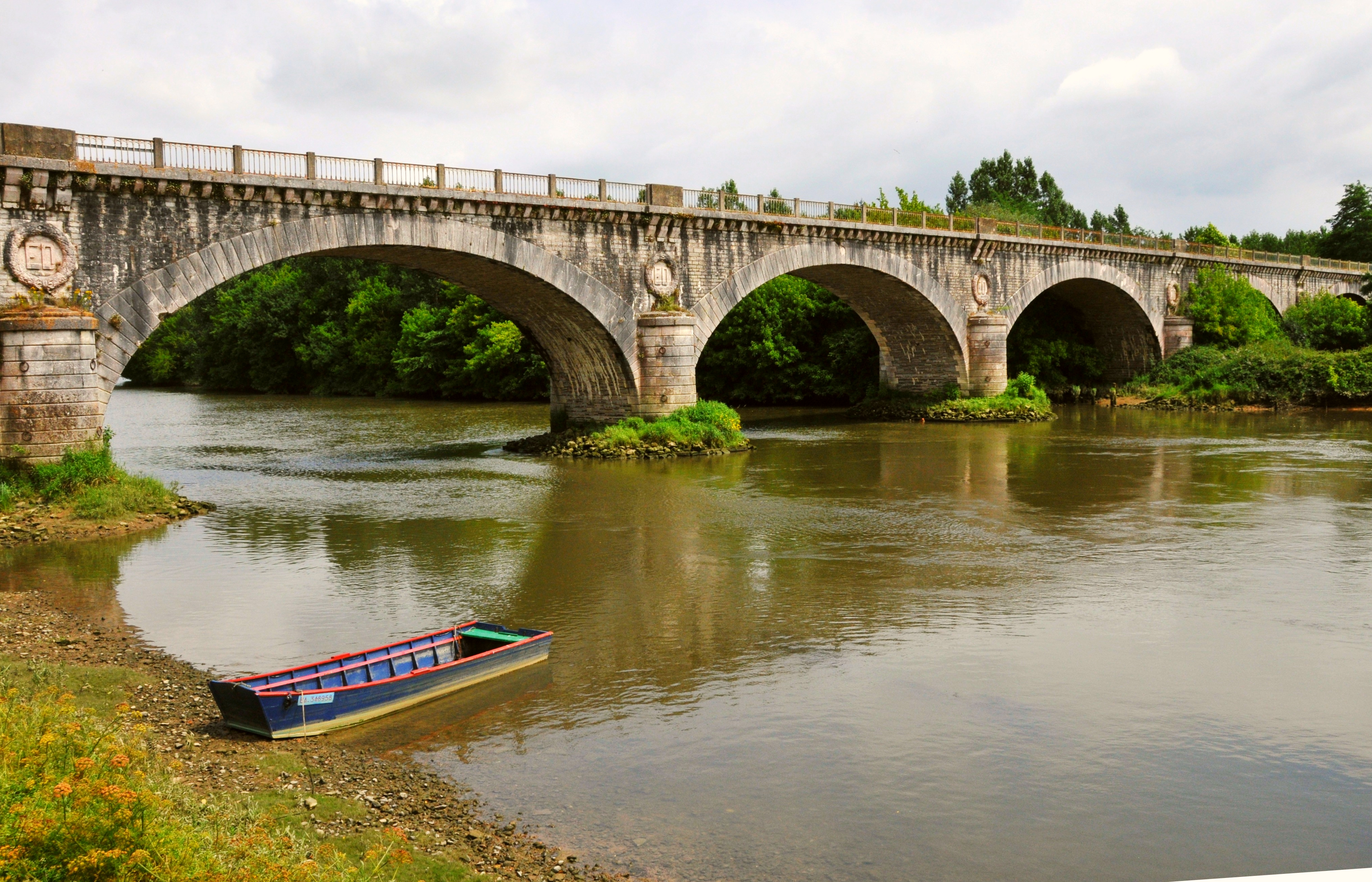
Brug over de Adour

## Geografie
De oppervlakte van Saubusse bedroeg op 1 januari 2022 10,53 vierkante kilometer; de bevolkingsdichtheid was toen 104,4 inwoners per km².

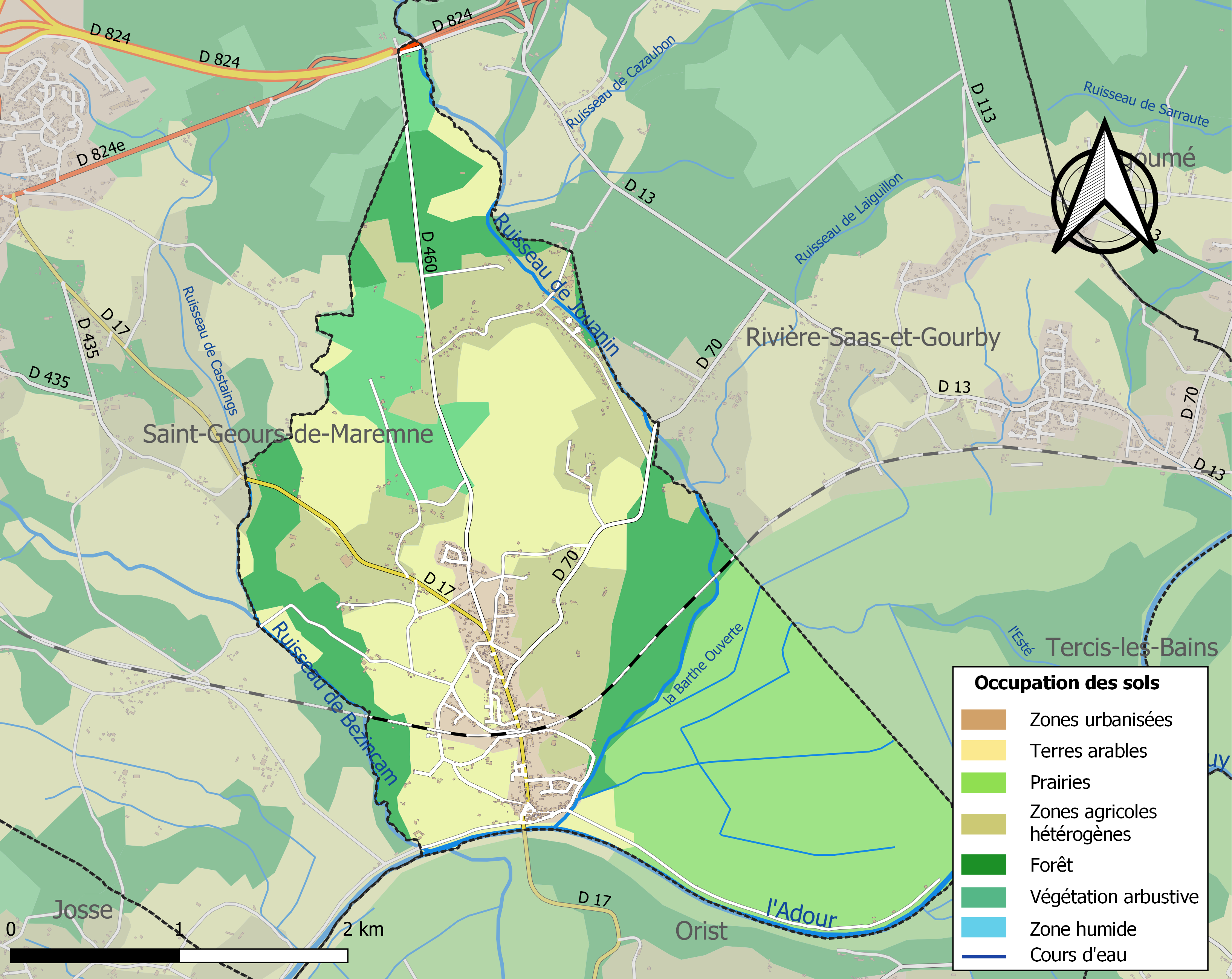
Kaart van de gemeente met de belangrijkste infrastructuur, bodemgebruik en omliggende gemeenten

## Verkeer en vervoer
In de gemeente ligt spoorwegstation Saubusse-les-Bains.

## Demografie
Onderstaande figuur toont het verloop van het inwonertal (bron: INSEE-tellingen).